# Crookwell
Crookwell är en ort i Australien. Den ligger i kommunen Upper Lachlan Shire och delstaten New South Wales, i den sydöstra delen av landet, omkring 170 kilometer sydväst om delstatshuvudstaden Sydney. Antalet invånare är 2 496.
Trakten runt Crookwell är nära nog obefolkad, med mindre än två invånare per kvadratkilometer.. Crookwell är det största samhället i trakten. 
Trakten runt Crookwell består till största delen av jordbruksmark. Genomsnittlig årsnederbörd är 1 025 millimeter. Den regnigaste månaden är februari, med i genomsnitt 186 mm nederbörd, och den torraste är juli, med 43 mm nederbörd.